# 1665
Portal Geschichte | Portal Biografien | Aktuelle Ereignisse | Jahreskalender | Tagesartikel

◄ |
16. Jahrhundert |
17. Jahrhundert
| 18. Jahrhundert | ►

◄ |
1630er |
1640er |
1650er |
1660er
| 1670er | 1680er | 1690er | ►

◄◄ |
◄ |
1661 |
1662 |
1663 |
1664 |
1665
| 1666 | 1667 | 1668 | 1669 | ► | ►►
Staatsoberhäupter  · Nekrolog   · Musikjahr
| Januar | Januar | Januar | Januar | Januar | Januar | Januar | Januar |
| Kw     | Mo     | Di     | Mi     | Do     | Fr     | Sa     | So     |
| ------ | ------ | ------ | ------ | ------ | ------ | ------ | ------ |
| 1      |        |        |        | 1      | 2      | 3      | 4      |
| 2      | 5      | 6      | 7      | 8      | 9      | 10     | 11     |
| 3      | 12     | 13     | 14     | 15     | 16     | 17     | 18     |
| 4      | 19     | 20     | 21     | 22     | 23     | 24     | 25     |
| 5      | 26     | 27     | 28     | 29     | 30     | 31     |        |

| Februar | Februar | Februar | Februar | Februar | Februar | Februar | Februar |
| Kw      | Mo      | Di      | Mi      | Do      | Fr      | Sa      | So      |
| ------- | ------- | ------- | ------- | ------- | ------- | ------- | ------- |
| 5       |         |         |         |         |         |         | 1       |
| 6       | 2       | 3       | 4       | 5       | 6       | 7       | 8       |
| 7       | 9       | 10      | 11      | 12      | 13      | 14      | 15      |
| 8       | 16      | 17      | 18      | 19      | 20      | 21      | 22      |
| 9       | 23      | 24      | 25      | 26      | 27      | 28      |         |

| März | März | März | März | März | März | März | März |
| Kw   | Mo   | Di   | Mi   | Do   | Fr   | Sa   | So   |
| ---- | ---- | ---- | ---- | ---- | ---- | ---- | ---- |
| 9    |      |      |      |      |      |      | 1    |
| 10   | 2    | 3    | 4    | 5    | 6    | 7    | 8    |
| 11   | 9    | 10   | 11   | 12   | 13   | 14   | 15   |
| 12   | 16   | 17   | 18   | 19   | 20   | 21   | 22   |
| 13   | 23   | 24   | 25   | 26   | 27   | 28   | 29   |
| 14   | 30   | 31   |      |      |      |      |      |

| April | April | April | April | April | April | April | April |
| Kw    | Mo    | Di    | Mi    | Do    | Fr    | Sa    | So    |
| ----- | ----- | ----- | ----- | ----- | ----- | ----- | ----- |
| 14    |       |       | 1     | 2     | 3     | 4     | 5     |
| 15    | 6     | 7     | 8     | 9     | 10    | 11    | 12    |
| 16    | 13    | 14    | 15    | 16    | 17    | 18    | 19    |
| 17    | 20    | 21    | 22    | 23    | 24    | 25    | 26    |
| 18    | 27    | 28    | 29    | 30    |       |       |       |

| Mai | Mai | Mai | Mai | Mai | Mai | Mai | Mai |
| Kw  | Mo  | Di  | Mi  | Do  | Fr  | Sa  | So  |
| --- | --- | --- | --- | --- | --- | --- | --- |
| 18  |     |     |     |     | 1   | 2   | 3   |
| 19  | 4   | 5   | 6   | 7   | 8   | 9   | 10  |
| 20  | 11  | 12  | 13  | 14  | 15  | 16  | 17  |
| 21  | 18  | 19  | 20  | 21  | 22  | 23  | 24  |
| 22  | 25  | 26  | 27  | 28  | 29  | 30  | 31  |

| Juni | Juni | Juni | Juni | Juni | Juni | Juni | Juni |
| Kw   | Mo   | Di   | Mi   | Do   | Fr   | Sa   | So   |
| ---- | ---- | ---- | ---- | ---- | ---- | ---- | ---- |
| 23   | 1    | 2    | 3    | 4    | 5    | 6    | 7    |
| 24   | 8    | 9    | 10   | 11   | 12   | 13   | 14   |
| 25   | 15   | 16   | 17   | 18   | 19   | 20   | 21   |
| 26   | 22   | 23   | 24   | 25   | 26   | 27   | 28   |
| 27   | 29   | 30   |      |      |      |      |      |

| Juli | Juli | Juli | Juli | Juli | Juli | Juli | Juli |
| Kw   | Mo   | Di   | Mi   | Do   | Fr   | Sa   | So   |
| ---- | ---- | ---- | ---- | ---- | ---- | ---- | ---- |
| 27   |      |      | 1    | 2    | 3    | 4    | 5    |
| 28   | 6    | 7    | 8    | 9    | 10   | 11   | 12   |
| 29   | 13   | 14   | 15   | 16   | 17   | 18   | 19   |
| 30   | 20   | 21   | 22   | 23   | 24   | 25   | 26   |
| 31   | 27   | 28   | 29   | 30   | 31   |      |      |

| August | August | August | August | August | August | August | August |
| Kw     | Mo     | Di     | Mi     | Do     | Fr     | Sa     | So     |
| ------ | ------ | ------ | ------ | ------ | ------ | ------ | ------ |
| 31     |        |        |        |        |        | 1      | 2      |
| 32     | 3      | 4      | 5      | 6      | 7      | 8      | 9      |
| 33     | 10     | 11     | 12     | 13     | 14     | 15     | 16     |
| 34     | 17     | 18     | 19     | 20     | 21     | 22     | 23     |
| 35     | 24     | 25     | 26     | 27     | 28     | 29     | 30     |
| 36     | 31     |        |        |        |        |        |        |

| September | September | September | September | September | September | September | September |
| Kw        | Mo        | Di        | Mi        | Do        | Fr        | Sa        | So        |
| --------- | --------- | --------- | --------- | --------- | --------- | --------- | --------- |
| 36        |           | 1         | 2         | 3         | 4         | 5         | 6         |
| 37        | 7         | 8         | 9         | 10        | 11        | 12        | 13        |
| 38        | 14        | 15        | 16        | 17        | 18        | 19        | 20        |
| 39        | 21        | 22        | 23        | 24        | 25        | 26        | 27        |
| 40        | 28        | 29        | 30        |           |           |           |           |

| Oktober | Oktober | Oktober | Oktober | Oktober | Oktober | Oktober | Oktober |
| Kw      | Mo      | Di      | Mi      | Do      | Fr      | Sa      | So      |
| ------- | ------- | ------- | ------- | ------- | ------- | ------- | ------- |
| 40      |         |         |         | 1       | 2       | 3       | 4       |
| 41      | 5       | 6       | 7       | 8       | 9       | 10      | 11      |
| 42      | 12      | 13      | 14      | 15      | 16      | 17      | 18      |
| 43      | 19      | 20      | 21      | 22      | 23      | 24      | 25      |
| 44      | 26      | 27      | 28      | 29      | 30      | 31      |         |

| November | November | November | November | November | November | November | November |
| Kw       | Mo       | Di       | Mi       | Do       | Fr       | Sa       | So       |
| -------- | -------- | -------- | -------- | -------- | -------- | -------- | -------- |
| 44       |          |          |          |          |          |          | 1        |
| 45       | 2        | 3        | 4        | 5        | 6        | 7        | 8        |
| 46       | 9        | 10       | 11       | 12       | 13       | 14       | 15       |
| 47       | 16       | 17       | 18       | 19       | 20       | 21       | 22       |
| 48       | 23       | 24       | 25       | 26       | 27       | 28       | 29       |
| 49       | 30       |          |          |          |          |          |          |

| Dezember | Dezember | Dezember | Dezember | Dezember | Dezember | Dezember | Dezember |
| Kw       | Mo       | Di       | Mi       | Do       | Fr       | Sa       | So       |
| -------- | -------- | -------- | -------- | -------- | -------- | -------- | -------- |
| 49       |          | 1        | 2        | 3        | 4        | 5        | 6        |
| 50       | 7        | 8        | 9        | 10       | 11       | 12       | 13       |
| 51       | 14       | 15       | 16       | 17       | 18       | 19       | 20       |
| 52       | 21       | 22       | 23       | 24       | 25       | 26       | 27       |
| 53       | 28       | 29       | 30       | 31       |          |          |          |

| Januar | Januar | Januar | Januar | Januar | Januar | Januar | Januar |
| Kw     | Mo     | Di     | Mi     | Do     | Fr     | Sa     | So     |
| ------ | ------ | ------ | ------ | ------ | ------ | ------ | ------ |
| 1      |        |        |        | 1      | 2      | 3      | 4      |
| 2      | 5      | 6      | 7      | 8      | 9      | 10     | 11     |
| 3      | 12     | 13     | 14     | 15     | 16     | 17     | 18     |
| 4      | 19     | 20     | 21     | 22     | 23     | 24     | 25     |
| 5      | 26     | 27     | 28     | 29     | 30     | 31     |        |

| Februar | Februar | Februar | Februar | Februar | Februar | Februar | Februar |
| Kw      | Mo      | Di      | Mi      | Do      | Fr      | Sa      | So      |
| ------- | ------- | ------- | ------- | ------- | ------- | ------- | ------- |
| 5       |         |         |         |         |         |         | 1       |
| 6       | 2       | 3       | 4       | 5       | 6       | 7       | 8       |
| 7       | 9       | 10      | 11      | 12      | 13      | 14      | 15      |
| 8       | 16      | 17      | 18      | 19      | 20      | 21      | 22      |
| 9       | 23      | 24      | 25      | 26      | 27      | 28      |         |

| März | März | März | März | März | März | März | März |
| Kw   | Mo   | Di   | Mi   | Do   | Fr   | Sa   | So   |
| ---- | ---- | ---- | ---- | ---- | ---- | ---- | ---- |
| 9    |      |      |      |      |      |      | 1    |
| 10   | 2    | 3    | 4    | 5    | 6    | 7    | 8    |
| 11   | 9    | 10   | 11   | 12   | 13   | 14   | 15   |
| 12   | 16   | 17   | 18   | 19   | 20   | 21   | 22   |
| 13   | 23   | 24   | 25   | 26   | 27   | 28   | 29   |
| 14   | 30   | 31   |      |      |      |      |      |

| April | April | April | April | April | April | April | April |
| Kw    | Mo    | Di    | Mi    | Do    | Fr    | Sa    | So    |
| ----- | ----- | ----- | ----- | ----- | ----- | ----- | ----- |
| 14    |       |       | 1     | 2     | 3     | 4     | 5     |
| 15    | 6     | 7     | 8     | 9     | 10    | 11    | 12    |
| 16    | 13    | 14    | 15    | 16    | 17    | 18    | 19    |
| 17    | 20    | 21    | 22    | 23    | 24    | 25    | 26    |
| 18    | 27    | 28    | 29    | 30    |       |       |       |

| Mai | Mai | Mai | Mai | Mai | Mai | Mai | Mai |
| Kw  | Mo  | Di  | Mi  | Do  | Fr  | Sa  | So  |
| --- | --- | --- | --- | --- | --- | --- | --- |
| 18  |     |     |     |     | 1   | 2   | 3   |
| 19  | 4   | 5   | 6   | 7   | 8   | 9   | 10  |
| 20  | 11  | 12  | 13  | 14  | 15  | 16  | 17  |
| 21  | 18  | 19  | 20  | 21  | 22  | 23  | 24  |
| 22  | 25  | 26  | 27  | 28  | 29  | 30  | 31  |

| Juni | Juni | Juni | Juni | Juni | Juni | Juni | Juni |
| Kw   | Mo   | Di   | Mi   | Do   | Fr   | Sa   | So   |
| ---- | ---- | ---- | ---- | ---- | ---- | ---- | ---- |
| 23   | 1    | 2    | 3    | 4    | 5    | 6    | 7    |
| 24   | 8    | 9    | 10   | 11   | 12   | 13   | 14   |
| 25   | 15   | 16   | 17   | 18   | 19   | 20   | 21   |
| 26   | 22   | 23   | 24   | 25   | 26   | 27   | 28   |
| 27   | 29   | 30   |      |      |      |      |      |

| Juli | Juli | Juli | Juli | Juli | Juli | Juli | Juli |
| Kw   | Mo   | Di   | Mi   | Do   | Fr   | Sa   | So   |
| ---- | ---- | ---- | ---- | ---- | ---- | ---- | ---- |
| 27   |      |      | 1    | 2    | 3    | 4    | 5    |
| 28   | 6    | 7    | 8    | 9    | 10   | 11   | 12   |
| 29   | 13   | 14   | 15   | 16   | 17   | 18   | 19   |
| 30   | 20   | 21   | 22   | 23   | 24   | 25   | 26   |
| 31   | 27   | 28   | 29   | 30   | 31   |      |      |

| August | August | August | August | August | August | August | August |
| Kw     | Mo     | Di     | Mi     | Do     | Fr     | Sa     | So     |
| ------ | ------ | ------ | ------ | ------ | ------ | ------ | ------ |
| 31     |        |        |        |        |        | 1      | 2      |
| 32     | 3      | 4      | 5      | 6      | 7      | 8      | 9      |
| 33     | 10     | 11     | 12     | 13     | 14     | 15     | 16     |
| 34     | 17     | 18     | 19     | 20     | 21     | 22     | 23     |
| 35     | 24     | 25     | 26     | 27     | 28     | 29     | 30     |
| 36     | 31     |        |        |        |        |        |        |

| September | September | September | September | September | September | September | September |
| Kw        | Mo        | Di        | Mi        | Do        | Fr        | Sa        | So        |
| --------- | --------- | --------- | --------- | --------- | --------- | --------- | --------- |
| 36        |           | 1         | 2         | 3         | 4         | 5         | 6         |
| 37        | 7         | 8         | 9         | 10        | 11        | 12        | 13        |
| 38        | 14        | 15        | 16        | 17        | 18        | 19        | 20        |
| 39        | 21        | 22        | 23        | 24        | 25        | 26        | 27        |
| 40        | 28        | 29        | 30        |           |           |           |           |

| Oktober | Oktober | Oktober | Oktober | Oktober | Oktober | Oktober | Oktober |
| Kw      | Mo      | Di      | Mi      | Do      | Fr      | Sa      | So      |
| ------- | ------- | ------- | ------- | ------- | ------- | ------- | ------- |
| 40      |         |         |         | 1       | 2       | 3       | 4       |
| 41      | 5       | 6       | 7       | 8       | 9       | 10      | 11      |
| 42      | 12      | 13      | 14      | 15      | 16      | 17      | 18      |
| 43      | 19      | 20      | 21      | 22      | 23      | 24      | 25      |
| 44      | 26      | 27      | 28      | 29      | 30      | 31      |         |

| November | November | November | November | November | November | November | November |
| Kw       | Mo       | Di       | Mi       | Do       | Fr       | Sa       | So       |
| -------- | -------- | -------- | -------- | -------- | -------- | -------- | -------- |
| 44       |          |          |          |          |          |          | 1        |
| 45       | 2        | 3        | 4        | 5        | 6        | 7        | 8        |
| 46       | 9        | 10       | 11       | 12       | 13       | 14       | 15       |
| 47       | 16       | 17       | 18       | 19       | 20       | 21       | 22       |
| 48       | 23       | 24       | 25       | 26       | 27       | 28       | 29       |
| 49       | 30       |          |          |          |          |          |          |

| Dezember | Dezember | Dezember | Dezember | Dezember | Dezember | Dezember | Dezember |
| Kw       | Mo       | Di       | Mi       | Do       | Fr       | Sa       | So       |
| -------- | -------- | -------- | -------- | -------- | -------- | -------- | -------- |
| 49       |          | 1        | 2        | 3        | 4        | 5        | 6        |
| 50       | 7        | 8        | 9        | 10       | 11       | 12       | 13       |
| 51       | 14       | 15       | 16       | 17       | 18       | 19       | 20       |
| 52       | 21       | 22       | 23       | 24       | 25       | 26       | 27       |
| 53       | 28       | 29       | 30       | 31       |          |          |          |

## Ereignisse

### Politik und Weltgeschehen

#### Zweiter Englisch-Niederländischer Krieg
- 4. März: Karl II. erklärt der Republik der Sieben Vereinigten Provinzen den Krieg, der als Zweiter Englisch-Niederländischer Seekrieg in die Annalen eingeht.
- 13. Juni: In der Seeschlacht bei Lowestoft besiegen die Engländer die Niederländer, können jedoch trotz der scheinbaren Vernichtung der niederländischen Flotte keinen entscheidenden Vorteil aus diesem Sieg ziehen.

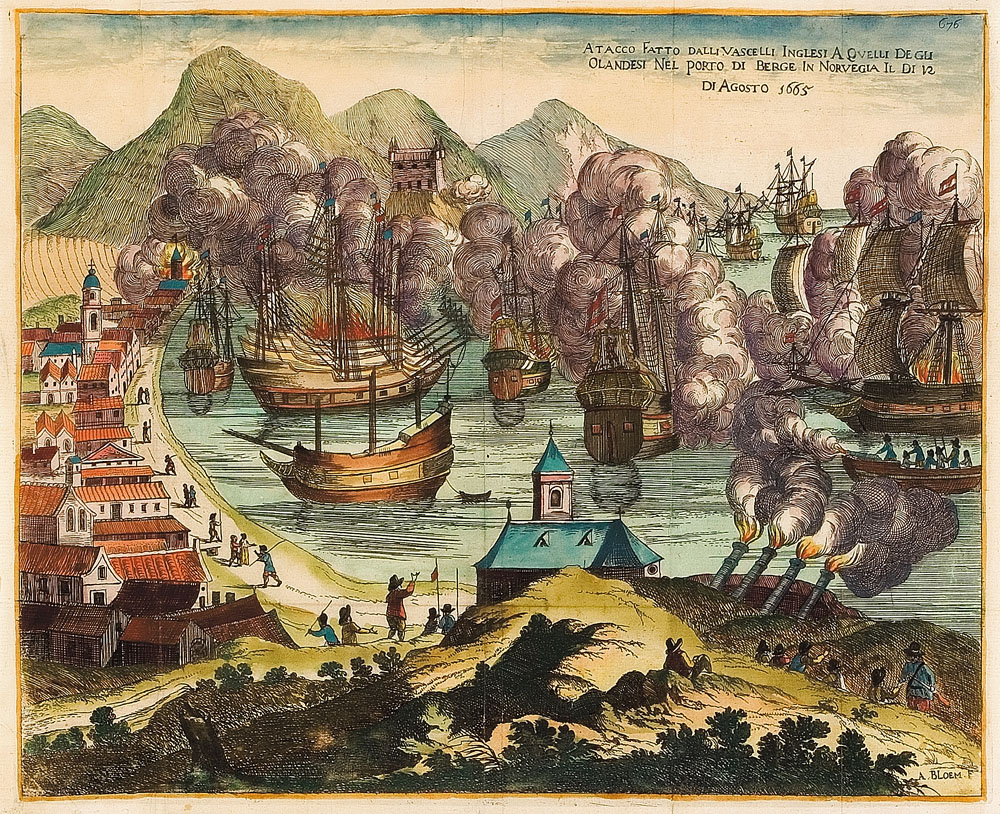
Schlacht in der Bucht von Bergen

- 12. August: In der Schlacht in der Bucht von Bergen scheitert der Angriff eines englischen Geschwaders auf einen niederländischen Handelskonvoi.
- 10. Dezember: Ratspensionär Johan de Witt und Admiral Michiel de Ruyter gründen während des Zweiten Englisch-Niederländischen Kriegs das Regiment de Marine, das heute als Korps Mariniers Teil der niederländischen Koninklijke Marine ist.

#### Süd- und Westeuropa

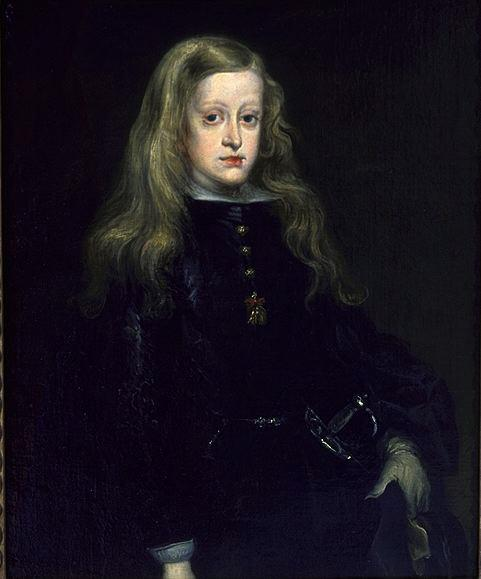
Karl (Carlos) II. von Spanien

- 17. September: König Philipp IV. von Spanien stirbt. Auf ihn folgt sein Sohn Karl II., der damit gleichzeitig König von Neapel, Sizilien und Sardinien, sowie Herzog von Mailand und Luxemburg wird. Der Dreijährige, der zu diesem Zeitpunkt weder sprechen noch gehen kann, zeigt deutliche Anzeichen von Degeneration und Inzucht, die auf die jahrhundertelange Heiratspolitik zwischen blutsverwandten Angehörigen der Fürstenhäuser zurückzuführen ist. Aufgrund von Ahnenverlust zählt die fünfte Generation der Vorfahren Karls statt der möglichen 32 lediglich zehn Personen. Seine Mutter Maria Anna von Österreich übernimmt Vormundschaft und Regentschaft für den neuen Monarchen. Sie steht dabei unter dem Einfluss des österreichischen Jesuiten Johann Eberhard Neidhardt.

#### Weitere Ereignisse in Europa
- 14. November: In Dänemark-Norwegen wird von Friedrich III. das Königsgesetz unterzeichnet, wonach der König lutherischer Konfession sein muss, das Reich nicht teilen, das Königsgesetz nicht verletzen darf und ansonsten nur Gott Rechenschaft schuldet. Die Erbfolge kann sowohl aus der männlichen wie der weiblichen Linie erfolgen. Der Reichsrat wird abgeschafft. Damit wird das Souveränitätsgesetz von 1661 präzisiert und teilweise ersetzt.
- Der polnische Magnat und Feldherr Jerzy Sebastian Lubomirski beginnt mit der Lubomirski-Konföderation eine Rebellion gegen den polnischen König Johann II. Kasimir und seine Reformpläne.
- Kassarezess in Lübeck

#### Portugiesische Kolonien
- 29. Oktober: In der Schlacht von Ambuila siegen die Portugiesen über die Truppen des Königreichs Kongo, womit dessen Zerschlagung und Kolonisierung besiegelt ist.
- Die Portugiesen verlieren Makassar an die Niederländer.

#### Karibik
- Der dänische König Friedrich III. ernennt Erik Niels Smit zum Gouverneur der Karibikinsel Saint Thomas. Am 1. Juli verlässt dieser mit der Eendragt Kopenhagen in Richtung der zukünftigen Kolonie Dänisch-Westindien.

### Wirtschaft
- 5. Juli: Zwischen Bremen und Hamburg wird ein Postkurs eingerichtet.
- 7. November: Die erste Ausgabe von The London Gazette erscheint. Das englische Gesetzblatt bezeichnet sich heute selbst als älteste noch existierende Zeitung Englands und als älteste ohne Unterbrechung erscheinende Zeitung Großbritanniens.

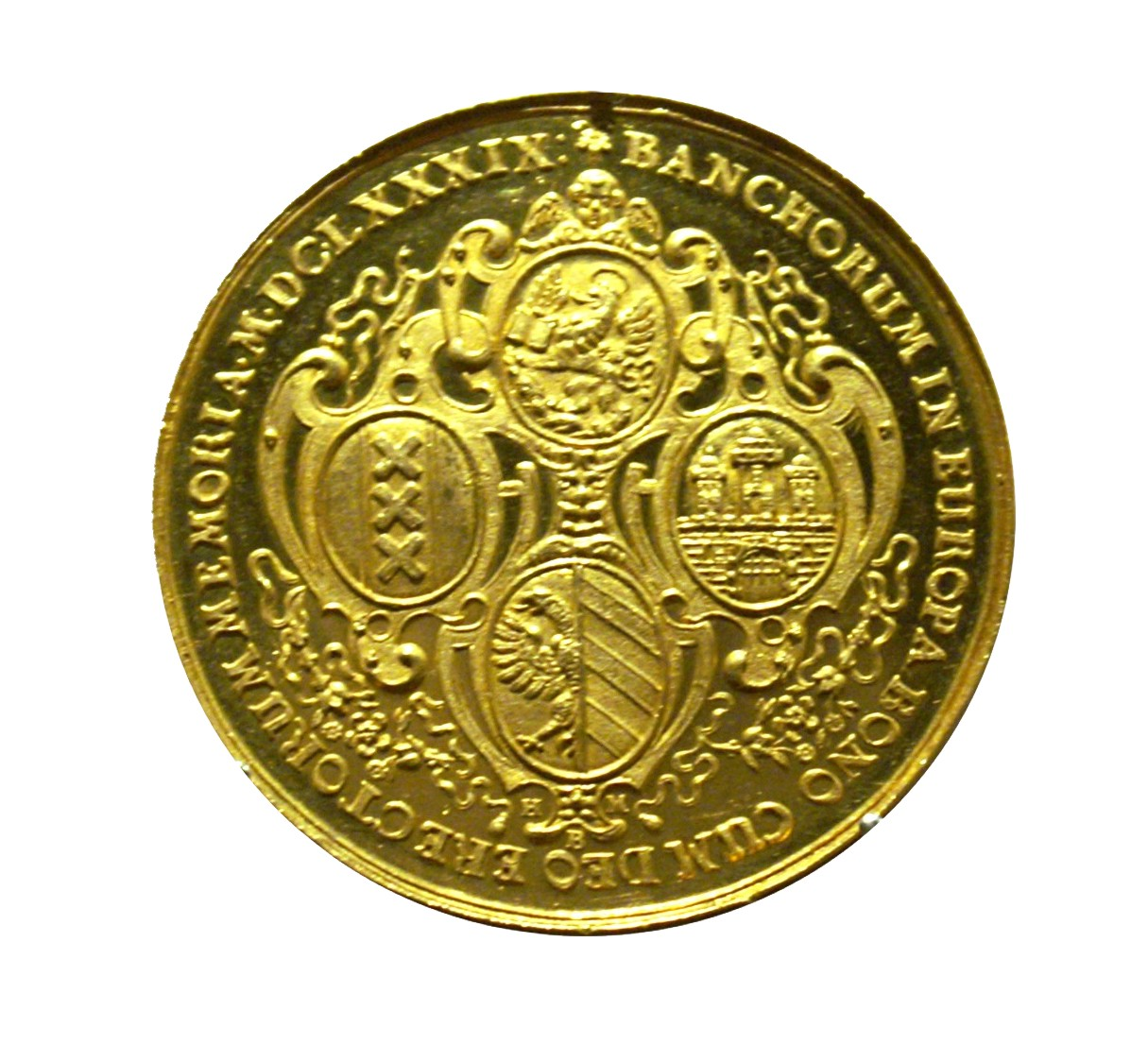
Goldener Portugalese aus dem Jahr 1665

### Wissenschaft und Technik
- 5. Januar: In Paris erscheint das Journal des sçavans, die erste wissenschaftliche Fachzeitschrift.

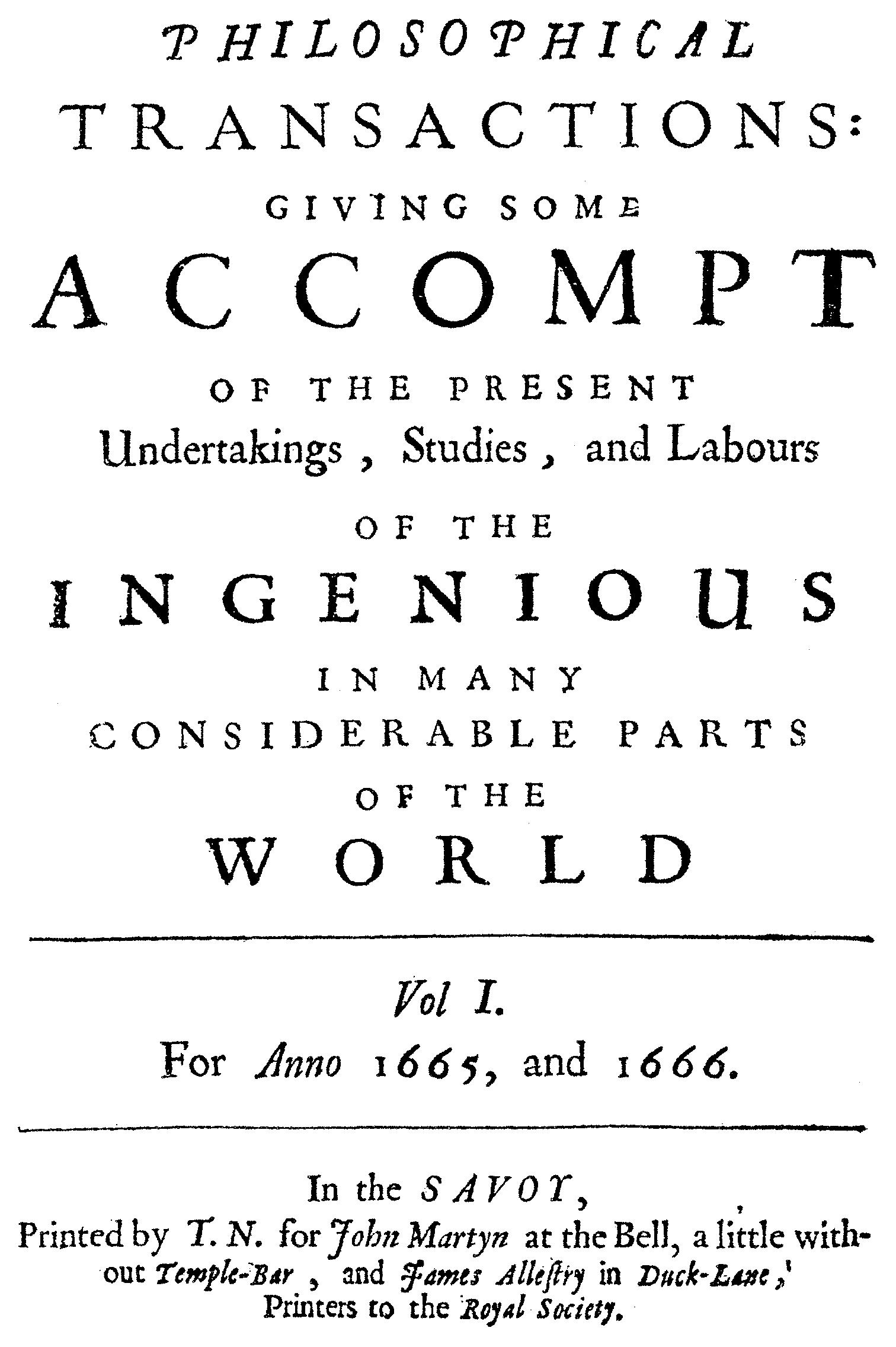
Titelblatt der ersten Ausgabe Philosophical Transactions

- 6. März: Die erste Ausgabe der Philosophical Transactions, der von der Royal Society in London herausgegebenen Zeitschrift, wird publiziert.
- 26. August: Der Leipziger Amateurastronom Johann Abraham Ihle beobachtet als Erster durch sein Fernrohr einen Kugelsternhaufen, den im Sternbild Schütze gelegenen M22.
- 5. Oktober: Herzog Christian Albrecht von Schleswig-Holstein-Gottorf gründet im Kieler Schloss die  Christian-Albrechts-Universität zu Kiel. Der Unterricht beginnt im ehemaligen Kieler Kloster mit 17 Professoren, darunter  Christian Kortholt, Daniel Georg Morhof und Johann Daniel Major, und 162 Studenten.
- 6. November: In Stockholm beginnt der Bau des Kriegsschiffs Kronan. Es ist für den Einsatz im Schonischen Krieg konstruiert und zählt zu den größten Segelschiffen des 17. Jahrhunderts.
- Robert Hooke veröffentlicht seine Vorstellungen von der Wellennatur des Lichts. In seiner Micrographia beschreibt er die Erklärung des Verschwimmens von Objekten in heißer Luft als Brechung an Luftschichten unterschiedlicher Dichte. Außerdem prägt er darin den biologischen Begriff der Zelle.

### Kultur

#### Bildende Kunst
- Rembrandt van Rijn: Selbstporträt

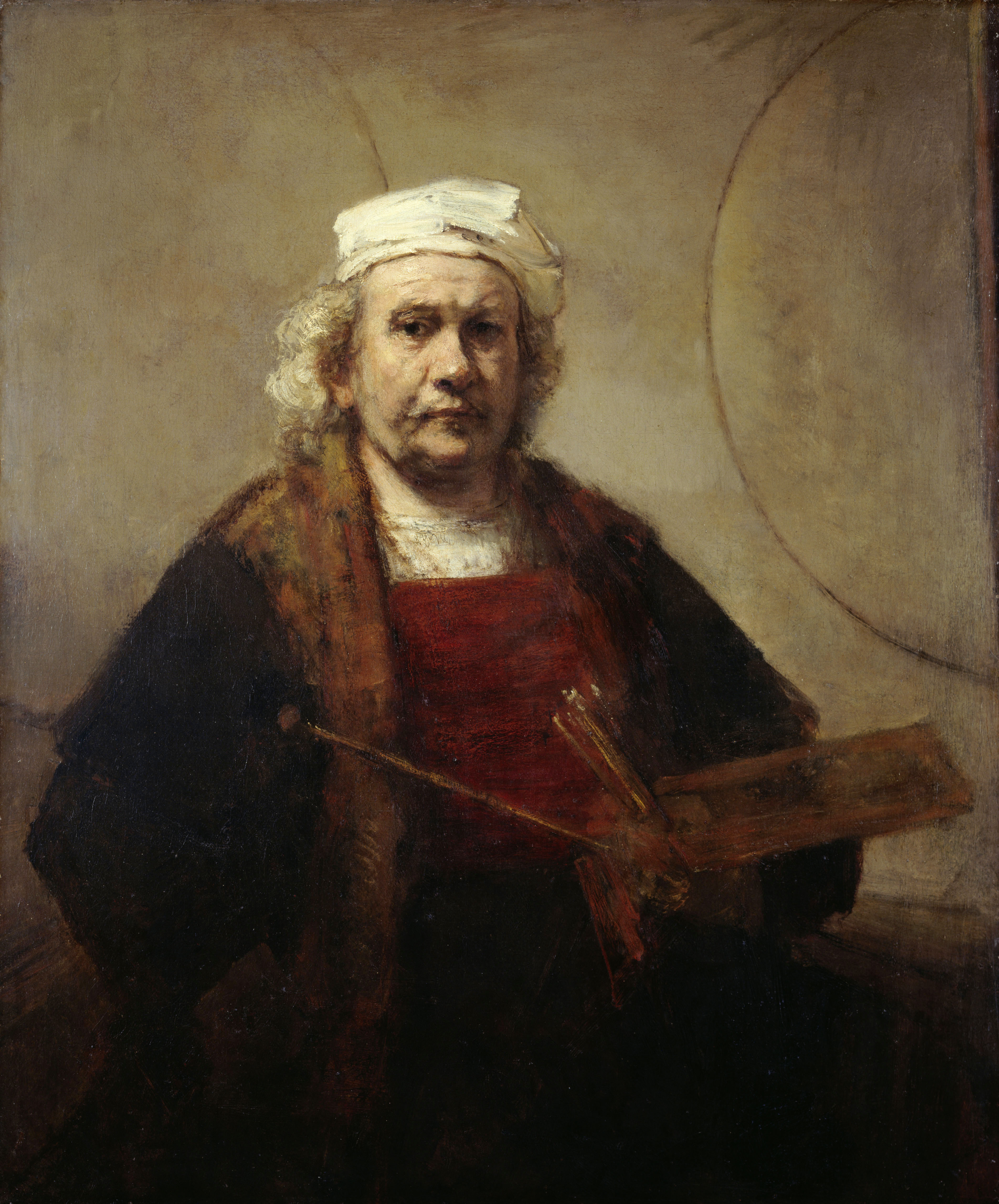
Selbstporträt

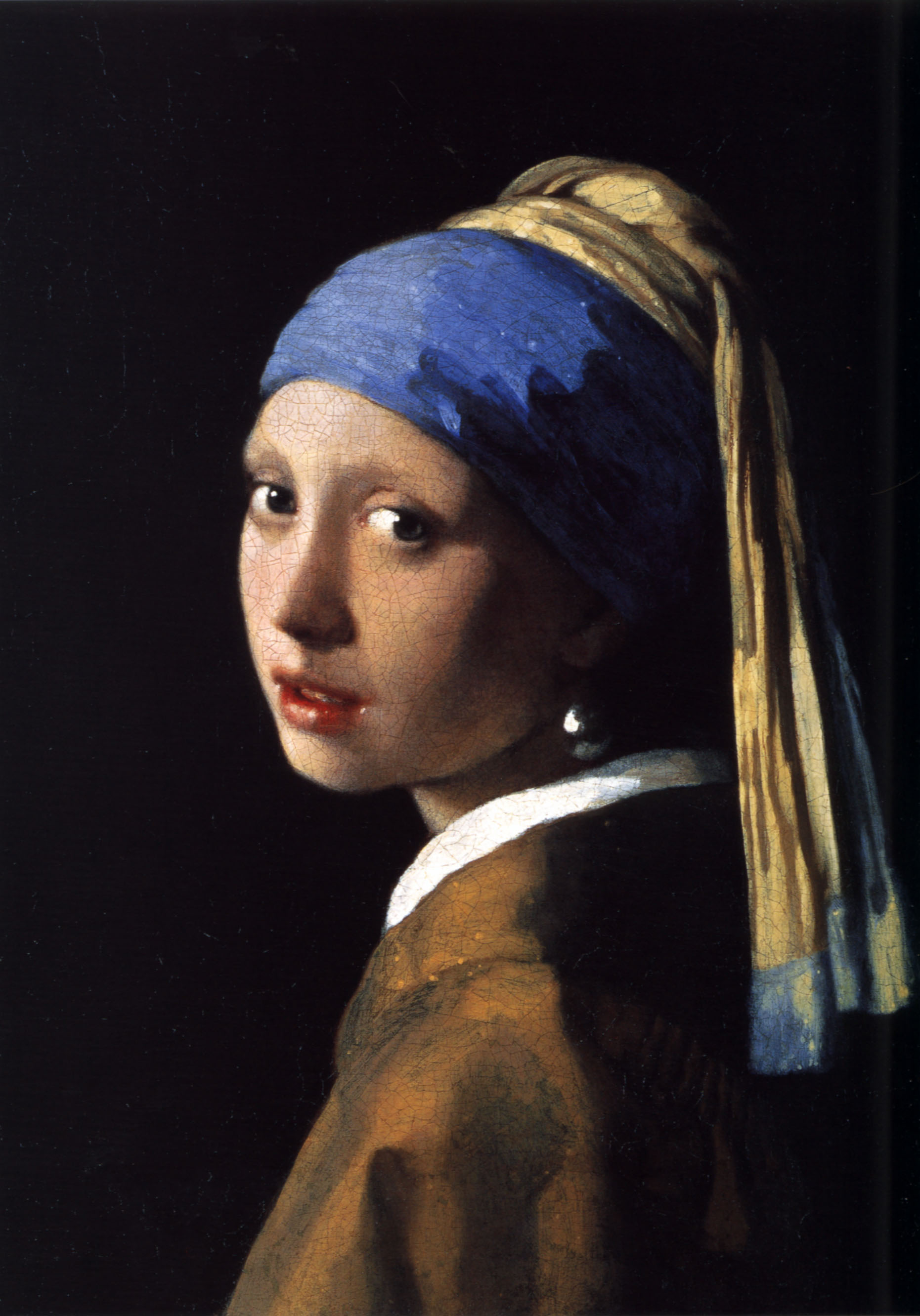
Das Mädchen mit dem Perlenohrgehänge

- um 1665: Jan Vermeer malt mit Öl auf Leinwand sein heute wohl bekanntestes Gemälde Das Mädchen mit dem Perlenohrring.

#### Musik und Theater
- 15. Februar: Am Théâtre du Palais Royal in Paris erfolgt die Uraufführung der Komödie Dom Juan ou le Festin de pierre von Molière. Sie beruht auf dem Stück El Burlador de Sevilla y convidado de piedra (Der Verführer von Sevilla und der steinerne Gast) des spanischen Dramatikers Tirso de Molina.
- 14. September: Im Schloss Versailles findet vor König Ludwig XIV. die Uraufführung der Komödie L’Amour médecin statt. In dieser Balletkomödie kommt es erstmals zu einer ausgedehnten Zusammenarbeit zwischen dem Autor Molière und dem Komponisten Jean-Baptiste Lully. Die öffentliche Erstaufführung erfolgt am 22. September desselben Jahres im Palais Royal in Paris.

### Religion

#### Buddhismus
- Das Kloster Satho Ganden Trashi Chökhorling, ein Kloster der Nyingma-Schule des tibetischen Buddhismus, wird gegründet.

#### Judentum
- 31. Mai: Der jüdische Religionsgelehrte Schabbtai Zvi erklärt sich während eines Aufenthalts in Gaza selbst zum Messias, nachdem er von dem Kabbalisten Nathan von Gaza dazu ermutigt worden ist. Seine Anhänger werden in der Folge Sabbatianer genannt. Eine messianische Begeisterung erfasst Gaza und von dort ausgehend Hebron, Safed und Kairo. Schabbtai Zvi geht nach Jerusalem, wo er in Konflikt mit dem örtlichen Rabbinat gerät. Daraufhin begibt er sich über Safed, Damaskus und Aleppo nach Smyrna, wo er die sephardische Synagoge besetzt. Am 30. Dezember bricht er nach Konstantinopel auf.

### Katastrophen

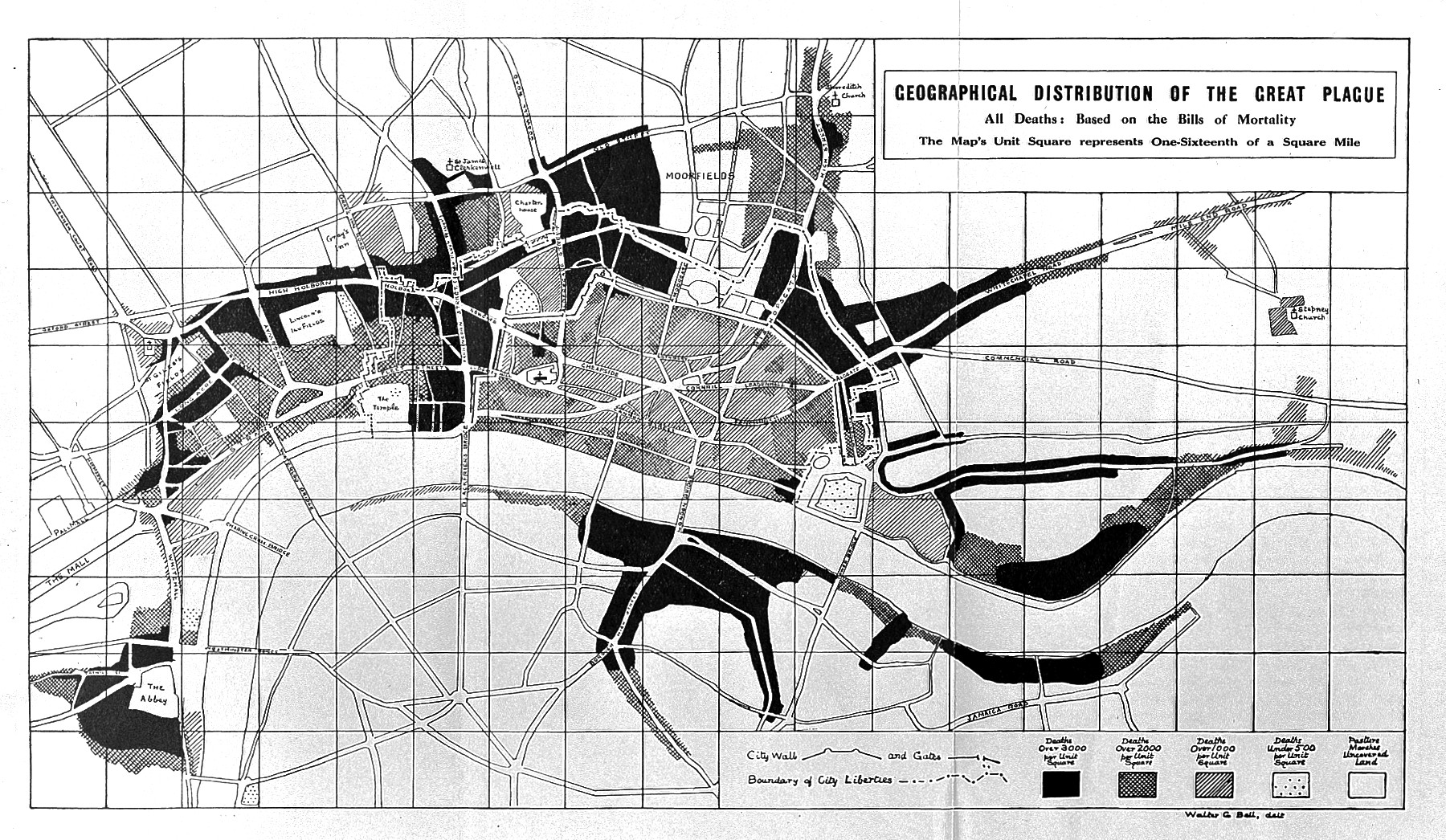
Die Ausbreitung der Pest in London

Der erste registrierte Pesttodesfall der Großen Pest von London ist jener von Margaret Porteous am 12. April. In der englischen Hauptstadt sterben bei der Epidemie, die mehr als ein Jahr dauern wird, über 70.000 Menschen.

## Historische Karten und Ansichten

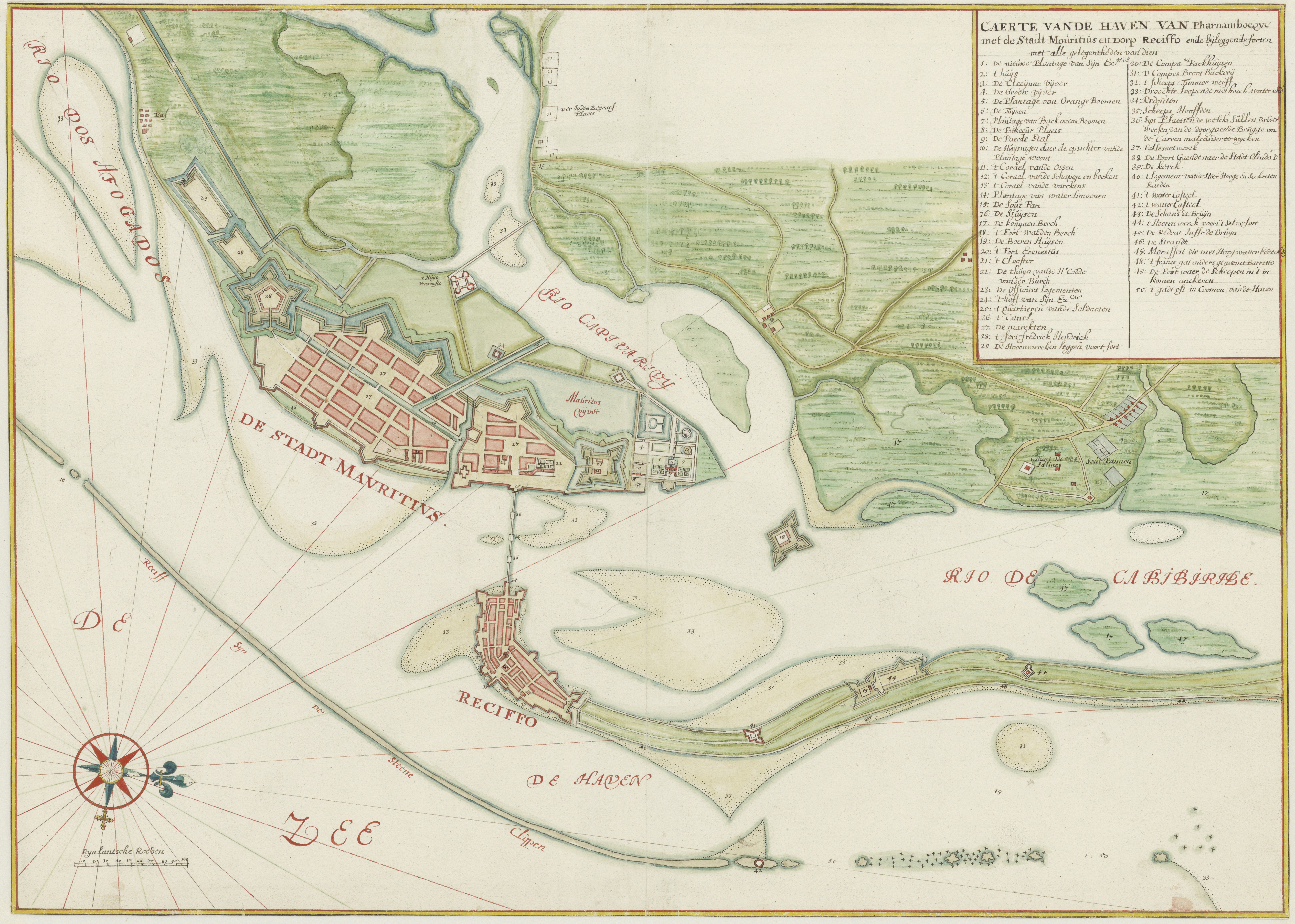
Karte von Recife 1665

## Geboren

### Erstes Halbjahr
- 06. Januar: Karl Ludwig, Graf von Nassau-Saarbrücken († 1723)
- 11. Januar: Hermann Friedrich von Hohenzollern-Hechingen, kaiserlicher Generalfeldmarschall († 1733)

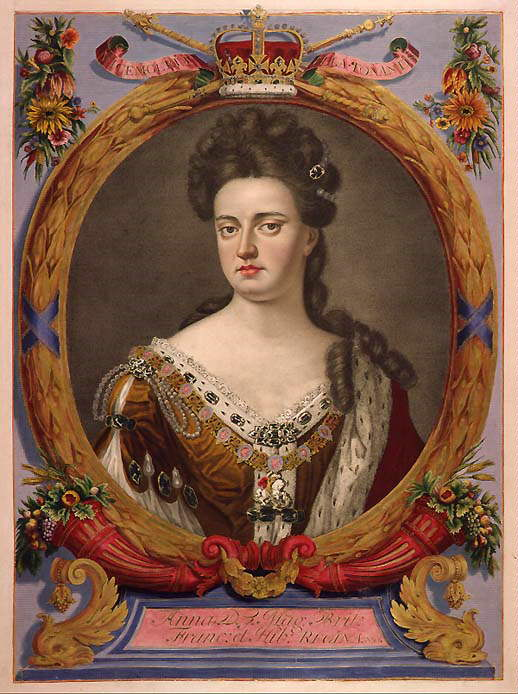
Königin Anne von Großbritannien

- 06. Februar: Anne Stuart, Königin von Großbritannien und Irland († 1714)
- 12. Februar: Rudolf Jacob Camerarius (auch Camerer), deutscher Botaniker und Mediziner († 1721)
- 26. Februar: Georg August, Fürst von Nassau-Idstein († 1721)
- 14. März: Philipp Christoph von Königsmarck, hannoverscher Offizier und Hofkavalier († 1694)
- 16. März: Giuseppe Maria Crespi, italienischer Maler und Radierer († 1747)
- 21. März: José Benito de Churriguera, spanischer Bildhauer, Bildschnitzer und Baumeister († 1725)
- 27. März: Benjamin Neukirch, deutscher Dichter des galanten Stils († 1729)
- 30. März: Hans Heinrich Schulthess, Schweizer Kaufmann, Politiker und Pietist († 1739)
- 02. April: Christoph I. zu Dohna-Schlodien, brandenburgisch-preußischer General († 1733)
- 13. April: Wolf Dietrich von Beichlingen, kursächsischer Großkanzler und Oberhofmarschall († 1725)
- 29. April: James Butler, 2. Duke of Ormonde, anglo-irischer Staatsmann und General († 1745)
- 01. Mai: John Woodward, englischer Naturhistoriker, Geologe und Arzt († 1728)
- 01. Mai: Elisabeth Albertine von Anhalt-Dessau, Äbtissin von Herford und Herzogin von Sachsen-Weißenfels-Barby († 1706)
- 15. Mai: Gundacker von Althan, österreichischer General, Diplomat und Hofbaudirektor († 1747)
- 15. Mai: Georg Sandrart, deutscher Kaufmann und Tabakhändler in Magdeburg († 1727)
- 22. Mai: Magnus Stenbock, schwedischer Feldmarschall († 1717)
- 24. Juni: Johann Amsel, deutscher Rechtswissenschaftler († 1732)

### Zweites Halbjahr
- 02. Juli: Claude François Bidal, Marquis d’Asfeld, Marschall von Frankreich († 1743)
- 14. Juli: Bonaventura Stapf, Allgäuer Maler und Vergolder († 1747)
- 15. Juli: Erik Sparre af Sundby, schwedischer Diplomat, Reichsrat und Feldmarschall († 1726)
- 31. Juli: Johann Reinhard III. von Hanau, Graf von Hanau-Lichtenberg und Hanau-Münzenberg († 1736)
- 27. August: Joachim Friedrich von Flemming, kursächsischer General und Gouverneur von Leipzig († 1740)
- 01. September: David Zürn III., mährischer Bildhauer († nach 1724)
- 10. September: Georg Beyer, deutscher Jurist und Rechtslehrer († 1714)
- 14. September: Jean-Baptiste Colbert de Torcy, französischer Diplomat und Außenminister († 1746)
- 24. September: Gottfried Vockerodt, deutscher Pädagoge († 1727)
- 01. Oktober: Christian Eberhard, Fürst von Ostfriesland († 1708)
- 02. Oktober: Franz Anton von Harrach, Fürstbischof von Wien und Fürsterzbischof von Salzburg († 1727)
- 04. Oktober: Francesco Acquaviva, italienischer Kardinal († 1725)
- 15. Oktober: Franz Joachim Beich, deutscher Maler († 1748)
- 18. Oktober: Otto Magnus von Dönhoff, brandenburgisch-preußischer Generalleutnant und Gesandter († 1717)
- 05. November: Christoph Ludwig Agricola, deutscher Landschaftsmaler († 1724)
- 06. November: Johann Heinrich Ulrich, Schweizer reformierter Theologe († 1730)
- 17. November: Carlo Colonna, Kardinal der Römischen Kirche († 1739)
- 23. November: Hans Moritz von Brühl, Oberhofmeister des Herzogs von Sachsen-Weißenfels († 1727)
- 28. Dezember: George FitzRoy, 1. Duke of Northumberland, englischer bzw. britischer Militär († 1716)

### Genaues Geburtsdatum unbekannt
- Claude Aubriet, französischer Naturmaler und Botaniker († 1742)
- Everhardus Gallenkamp, deutscher Priester und Abt des Klosters Marienfeld († 1717)
- Friedrich von Hamrath, preußischer Staatsmann († 1726)
- Pietro Giacomo Rogeri, italienischer Geigenbauer († 1724)
- Kagami Shikō, japanischer Dichter († 1731)
- Joseph Winkler, österreichischer Steinmetz und Bildhauer († 1748)

## Gestorben

### Todesdatum gesichert
- 01. Januar: Christian Wilhelm von Brandenburg, Administrator des Erzstifts Magdeburg (* 1587)
- 02. Januar: Friedrich von Ahlefeldt, Herr auf Gut Seestermühe, Schinkel, Gut Steinhorst, Gut Tremsbüttel, Hochfürstlicher Gottorfischer Statthalter und Klosterpropst zu Uetersen (* 1618)
- 11. Januar: Louise de La Fayette, Vertraute und Beraterin Ludwigs XIII. (* 1618)
- 12. Januar: Pierre de Fermat, französischer Mathematiker und Jurist (* 1607)
- 25. Januar: Adriaan Clant, niederländischer Diplomat (* 1599)

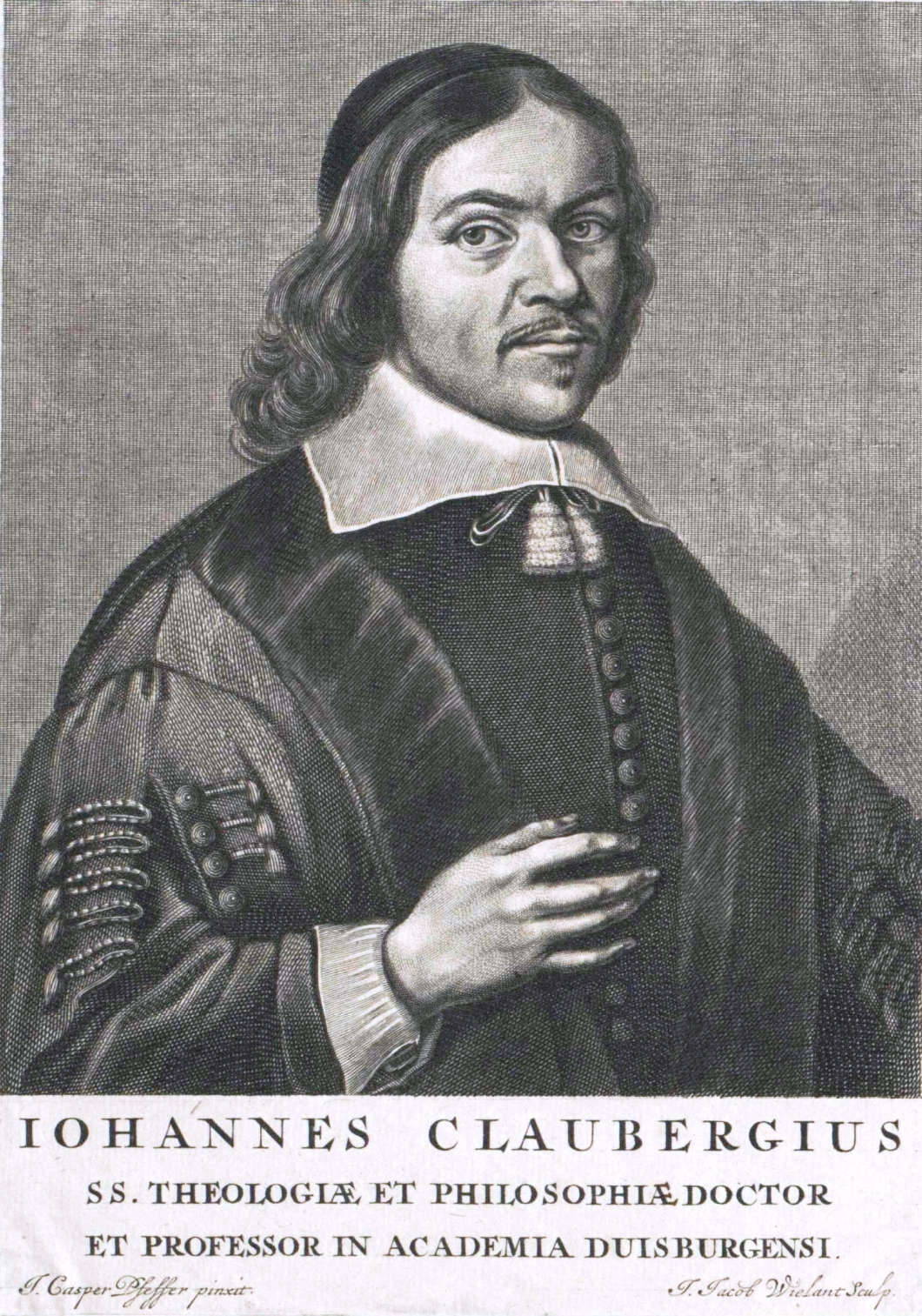
Johannes Clauberg

- 31. Januar: Johannes Clauberg, deutscher Theologe und Philosoph (* 1622)
- 12. Februar: Wolfgang Ebner, deutscher Organist, Kapellmeister und Komponist (* 1612)
- 16. Februar: Stefan Czarniecki, polnischer General und Hetman (* 1599)
- 16. Februar: Heinrich Saffe, Lübecker Ratsherr (* 1599)
- 28. Februar: Ludwig von Nassau-Beverweerd, niederländischer Politiker (* 1602)
- 15. März: Christian Ludwig, Herzog des Fürstentums Lüneburg (* 1622)
- 15. März: John Endecott, englischer Puritaner, Gouverneur der Massachusetts Bay Colony (* um 1588)
- 26. März: Johannes Ardüser, Schweizer Mathematiker und Festungsingenieur (* 1585)
- 31. März: Susanna Edelhäuser, Opfer der Hexenverfolgung in Friedberg (* 1634)
- 02. April: Jan Sobiepan Zamoyski, polnischer General und Wojewode von Kiew (* 1627)
- 13. April: Wilhelm Ludwig, Fürst von Anhalt-Köthen (* 1638)
- 15. April: Lorenzo Lippi, italienischer Maler und Dichter (* 1606)
- 24. Mai: María von Ágreda, spanische Visionärin und Äbtissin des Franziskanerinnenkonvents in Agreda (* 1602)
- 24. Mai: Marie de La Tour d’Auvergne, Herzogin von Thouars (* 1601)
- 31. Mai: Pieter Saenredam, niederländischer Maler (* 1597)
- 06. Juni: Georg Christian, Fürst von Ostfriesland (* 1634)
- 13. Juni: Jacob van Wassenaer Obdam, Admiral von Holland und Westfriesland (* 1610)
- 17. Juni: Marie Elisabeth von Schleswig-Holstein-Gottorf, Landgräfin von Hessen-Darmstadt (* 1634)
- 21. Juni: Giovanni Maria Galli da Bibiena, italienischer Maler (* 1618)
- 25. Juni: Sigmund Franz, von 1662 bis 1665 Landesfürst von Tirol (* 1630)
- 27. Juli: Francesco Cairo, italienischer Maler (* 1607)
- 14. August: Carlo III. Gonzaga, Herzog von Mantua, Nevers und Rethel (* 1629)
- 28. August: Elisabetta Sirani, italienische Malerin und Kupferstecherin (* 1638)

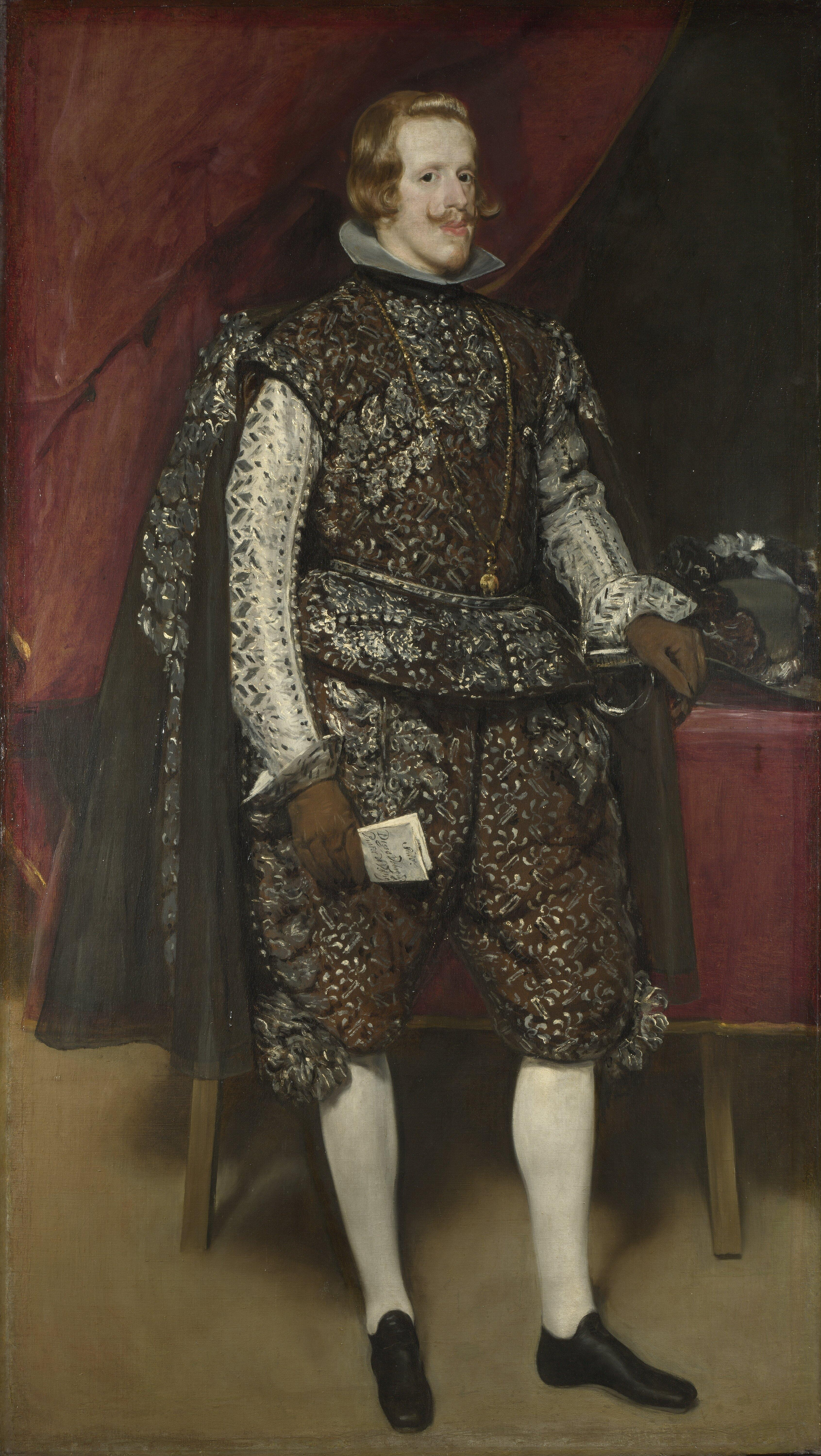
Philipp IV. von Spanien

- 17. September: Philipp IV., König von Spanien, Neapel und Sizilien und als Philipp III. letzter König von Portugal aus dem Haus Habsburg (* 1605)
- 22. Oktober: César de Bourbon, Herzog von Vendôme, Halbbruder von Ludwig XIII. (* 1594)
- 06. November: Jan van der Croon, kaiserlicher Feldmarschallleutnant und Stadtkommandant von Prag (* um 1600)
- 19. November: Nicolas Poussin, französischer Maler (* 1594)
- 20. November: Julius Heinrich, Herzog von Sachsen-Lauenburg und kaiserlicher Feldherr (* 1586)
- 02. Dezember: Catherine de Vivonne, Marquise de Rambouillet, Schirmherrin eines literarischen Salons in Paris (* 1588)

### Genaues Todesdatum unbekannt
- Simão Luis, malaiisch-portugiesischer Kolonialoffizier, Kapitän von Solor und Timor
- Astolfo Petrazzi, italienischer Maler aus Siena (* 1583)